# Riu Gourits
El riu Gourits (en afrikaans Gouritsrivier i en anglès Gouritz River o Gourits River) és un curs d'aigua que flueix a la província sud-africana del Cap Occidental. Amb els seus afluents a la part alta i mitjana i una superfície total de 53.139 quilòmetres quadrats, té la major conca hidrogràfica de tots els rius d'aquesta província, incloses les zones perifèriques més petites de les províncies del Cap Septentrional i del Cap Oriental. La desembocadura del riu es troba a l'oceà Índic en un estuari d'uns 10 quilòmetres de longitud al sud-oest de la ciutat costanera de Mosselbaai. El pla de curs d'aigua més gran de la zona de captació es dona en 328 quilòmetres.

## Descripció

Sistema hídric del riu Gourits

Hi ha diferents interpretacions per anomenar un tram d'aigua amb aquest nom. Amb la confluència del riu Gamka i el riu Olifants (ubicació: 33° 40′ 54″ S, 21° 42′ 53″ E / 33.6816°S,21.7146°E) al sud de la ciutat de Calitzdorp, segons l'opinió actual, el seu curs d'aigua comú s'anomena riu Gourits. Segons altres representacions (Molter, 1966) el nom ja és al sud d'Oudtshoorn (ubicació: 33° 37′ 16″ S, 22° 14′ 03″ E / 33.6212°S,22.2342°E) o (Raper, 1987) emprat a la confluència dels rius Dwyka i Gamka (ubicació: 33° 17′ 59″ N, 21° 38′ 17″ E / 33.2998°N,21.6381°E).
El riu Gamka pren els cursos d'aigua dels rius Dwyka i Leeuw que provenen del pas del Gran Escarpament.
El riu Groot, que desemboca a l'oest, sorgeix de la unió del riu Buffels, procedent de la vora gran, amb el riu Touws des dels vessants nord-est de les muntanyes del riu Hex. La seva confluència amb el riu Gourits es troba abans de la clusa a les muntanyes Langeberg.
El riu Olifants prové de la conca oriental i subministra al riu Gourits la major quantitat d'aigua. Les seves capçaleres s'estenen al territori de la província del Cap Oriental. L'afluent més important és el riu Kammanassie, immediatament al sud de la zona urbana d'Oudtshoorn, ambdós cursos d'aigua es troben. El riu Kammanassie, que neix a la part oriental de les muntanyes Couga, és particularment ric en aigua durant tot l'any. El seu nom deriva de la llengua khoisan i fa referència a una "muntanya d'aigua". Segons aquestes circumstàncies, no s'especifica cap regió d'origen separada per al riu Gourits.
El riu Gourits amb els seus principals afluents es caracteritza per un tipus especial de cabal d'aigua. Al curs dels afluents superiors (Leeuw, Gamka i Dwyka) al Gran Karoo hi ha un flux d'aigua periòdic, de vegades només episòdic. A les seccions mitjanes (riu Gamka i rius Groot, Buffels i Touws, a l'est dels rius Olifants i Kammanassie) a la zona del Petit Karoo, els nivells són periòdics i a les zones costaneres de la part baixa arriba a l'aigua el flux és tot l'any.[9] Els canvis climàtics més recents observats mostren una nova diferenciació dels cicles de precipitació i del balanç hídric natural per al territori del Petit Karoo. L'augment de la temperatura de l'aire provoca una major pèrdua d'evaporació, cosa que comporta una compensació parcial o completa de l'augment de la precipitació estival. S'espera que hi hagi un nombre creixent de nivells d'aigua que pugin a passos gegants, cosa que pot provocar inundacions imprevisibles.
Hi ha quatre àrees de captació secundària: Gamka, Groot, Olifants i Gourits. No hi ha preses importants a la conca directa del riu Gourits. D'altra banda, alguns afluents importants tenen preses d'importància regional. La precipitació mitjana anual oscil·la entre els 100 i els 300 mil·límetres, a la zona costanera entre els 400 i els 500 mm.
El seu estuari és conegut com a pesca d'aigua dolça. El peix rei japonès (Dusky Kob; Argyrosomus japonicus) és una espècie popular. A causa de la legislació sobre protecció del medi ambient, la pesca al rierol i des de les zones de ribera està ara en gran manera prohibida o depèn de procediments d'aprovació limitats per part de la comunitat i del Gouritz River Conservation Trust.
Amb els seus remansos provinents del nord, el riu Gourits és l'únic riu del Cap i travessa tres zones paisatgístiques essencials entre el Gran Pas Perifèric i la costa de l’oceà, el Gran Karoo, el Petit Karoo a les muntanyes de Cape Fold i la zona costanera. A més, alguns afluents principals (riu Gamka i Buffels) han excavat cluses a través de les serralades de fins a més de 2.000 metres d'alçada, algunes de les quals, com a gorges escarpades, formen un paisatge estrany. En alguns afluents, els components de càrrega suspesos a l'aigua estan tan enriquits que hi ha una càrrega disruptiva amb dipòsits de llim a les preses (rius Prins i Kammanassie).

## Hidrologia
El cabal del riu Gourits es va mesurar a l'indicador Zeekoedrift en una gran part de la zona de captació en m³/s. El riu discorre de manera molt irregular. Pot assecar-se en qualsevol època de l'any i presenta un escorriment molt baix en relació amb la seva àrea de captació. Tanmateix, també pot tenir inundacions extremes, que es mostren als pics del diagrama (a continuació).

## Nom
El riu ha rebut diferents noms des de l'arribada de mariners europeus a la costa sud-africana. Al mapa del món de Henricus Martellus Germanus, que data del 1492 i s’atribueix a la influència de Ptolemeu, hi ha una entrada amb el nom italià Rio della Vache, que en portuguès diu Rio das Vaccas ("Riu de les vaques"). Una visió àmpliament acceptada és que després del viatge marítim de Bartolomeu Dias a la regió del Cap, el riu va ser conegut com el Rio dos Vaqueiros ("Riu dels vaquers").
Segons l'historiador George McCall Theal, va ser el militar de la Companyia Neerlandesa de les Índies Orientals Hieronymus Cruse qui va tornar a Ciutat del Cap per terra el 1667 o el 1668 després d'una expedició de vaixells a la badia Mossel i va encunyar el nom actual. Per fer-ho, va haver de travessar el riu en un punt adequat. Cruse va conèixer membres de la tribu Khoisan Gouriqua a la regió, després dels quals es diu que va nomenar el riu. Charles Pettman, un investigador en qüestions de noms a Sud-àfrica, va interpretar el nom del riu com una paraula khoisana que significa "impur" o "brut".((anglès) dirty).

## Afluents
Els afluents que s'enumeren a continuació formen una selecció per al tram d'aigua que actualment es coneix com a riu Gourits a Sud-àfrica. La llista respectiva es fa en la direcció de descàrrega.
- dreta: riu Groot (Grootrivier), Valsrivier
- costat esquerre: Langtou

## Ús de l'aigua
Al Petit Karoo, principalment només les terrasses de ribera d'aquests rius, que periòdicament transporten aigua durant la temporada de pluges, són adequades per a usos agrícoles. Les valls s'omplen de grava i sorra. Fora de l'estació de pluges, hi ha basses residuals que indiquen un cert nivell freàtic.
Amb la fundació de l'agència de gestió de captacions Breede-Gourits el juliol de 2005 sobre la base de la Llei nacional de l'aigua (Llei 36 de 1998), l'ús de les reserves d'aigua en aquesta zona de captació va ser regulat recentment per una fusió administrativa de l'antiga Breede WMA i Gouritz WMA i el maig del 2014 es van estendre a la zona d'Overberg. A l'agència se li han confiat les tasques d'una autoritat regional de l'aigua per dur a terme la planificació necessària dels recursos hídrics i controlar-ne l'ús. Es mantenen dues ubicacions administratives a Worcester (seu de la direcció

## Ponts i rutes de trànsit
Per a la carretera regional R327, es va construir un pont sobre el riu al nord-oest de Herbertsdale i uns quants quilòmetres per sota de la desembocadura del riu Groot.
A l'oest de la ciutat de la badia Mossel, la línia de ferrocarril que ve de Ciutat del Cap a través de Worcester (línia de ferrocarril Worcester - Voorbaai) i la carretera nacional N2 creuen el riu Gouritz sobre un congost. Amb aquesta finalitat, dos ponts en ús recorren el curs del riu. Entre els dos ponts hi ha un altre pont antic que ja no es pot utilitzar per moure el trànsit, que és la primera estructura aquí. [21] El pont de la carretera és una estructura de formigó armat del 1978 amb dos pilars dobles inclinats i tres segments d'arc pla d'arc. [22]

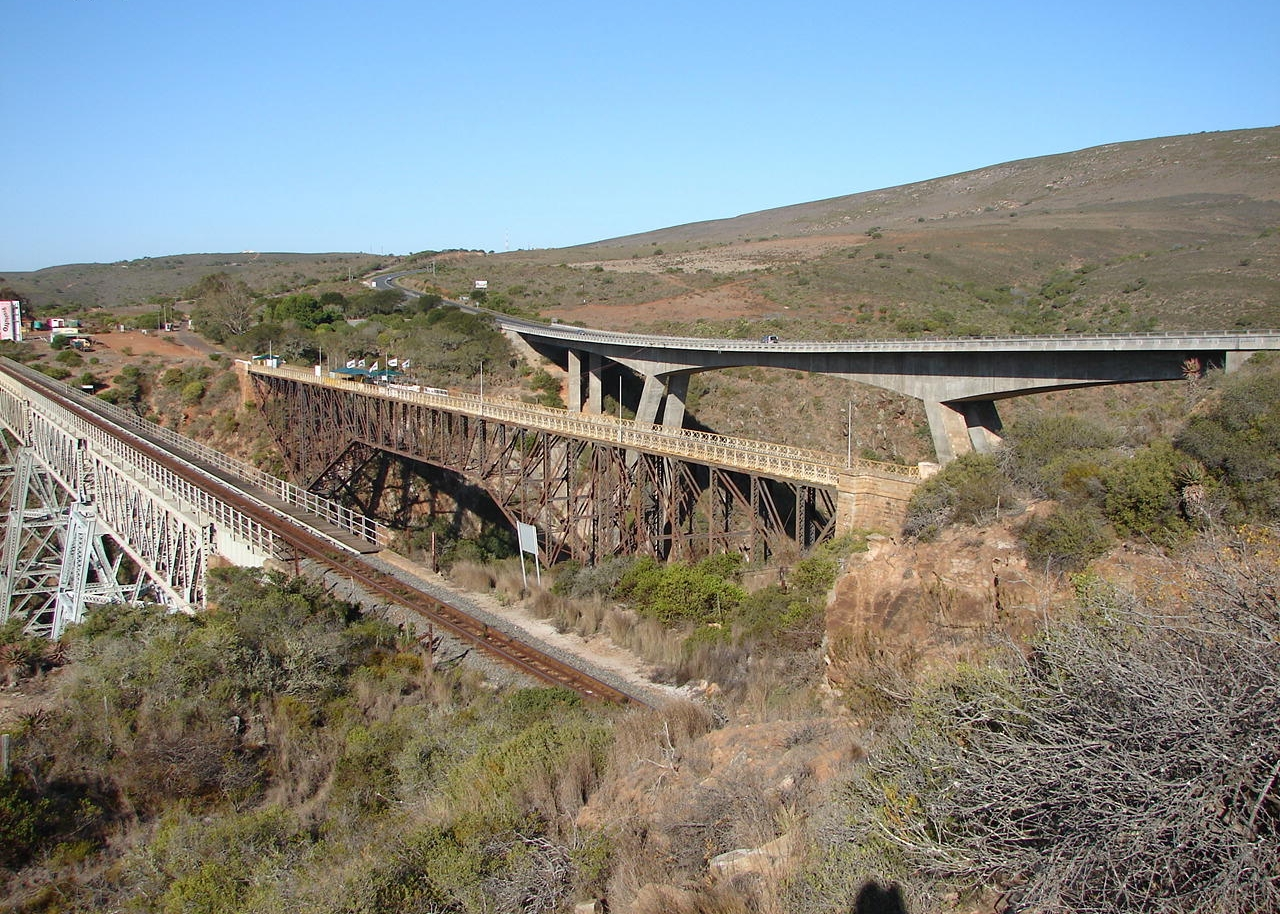
Ponts per superar la gorga, direcció del flux d’esquerra a dreta a la imatge
A l’oest de la ciutat de la badia Mossel, la línia de ferrocarril que ve de Ciutat del Cap a través de Worcester (línia de ferrocarril Worcester - Voorbaai) i la carretera nacional N2 creuen el riu Gourits sobre un congost. Amb aquesta finalitat, dos ponts en ús recorren el curs del riu. Entre els dos ponts hi ha un altre pont antic que ja no es pot utilitzar per moure el trànsit, que és la primera estructura aquí. El pont de la carretera és una estructura de formigó armat del 1978 amb dos pilars inclinats dobles i tres segments d'arc pla d'arc.
Riu avall cap a la seva desembocadura, un pont creua el curs del riu, que s'utilitza per al trànsit regional entre petites ciutats properes a la costa.